# Пріслопу-Маре
Пріслопу-Маре (рум. Prislopu Mare) — село у повіті Арджеш в Румунії. Входить до складу комуни Дрегану.
Село розташоване на відстані 119 км на північний захід від Бухареста, 11 км на північний захід від Пітешть, 97 км на північний схід від Крайови, 108 км на південний захід від Брашова.

## Населення
За даними перепису населення 2002 року у селі проживали 549 осіб, усі — румуни. Усі жителі села рідною мовою назвали румунську.